# Estádio Royal Bafokeng
O Estádio Royal Bafokeng (em inglês:  Royal Bafokeng Stadium) ou Palácio de Esportes (português brasileiro) ou Desportos (português europeu) Royal Bafokeng (Royal Bafokeng Sports Palace) é um estádio na cidade de Rustenburgo na África do Sul que foi sede da Copa do Mundo de 2010. Fica localizado a 12 quilômetros de distância do centro e próximo a um resort (Sun City).

## Histórico
O estádio foi construído em 1995 para ser uma das sedes da Copa do Mundo de Rugby e foi nomeado de acordo com a tribo predominante na área (Royal Bafokeng Nation). Mesmo feito originalmente para abrigar jogos de rugby, atualmente é usado mais para jogos de futebol e de atletismo.

## O estádio na Copa de 2010
Com a capacidade aumentada (de 38.000 para 44.530), o estádio recebeu 6 jogos da Copa do Mundo. O jogo mais importante foi o jogo entre Inglaterra X EUA pela primeira rodada do Grupo C em que o grupo terrorista Al Qaeda insinuou que poderia cometer um atentado terrorista. 

## Jogos que o estádio recebeu na copa
| Data   | Hora (UTC+2) | 1ª equipe      | Placar      | 2ª equipe      | Fase             | Público |
| ------ | ------------ | -------------- | ----------- | -------------- | ---------------- | ------- |
| 12 jun | 20:30        | Inglaterra     | 1 – 1       | Estados Unidos | Grupo C          | 38 646  |
| 15 jun | 13:30        | Nova Zelândia  | 1 – 1       | Eslováquia     | Grupo F          | 23 871  |
| 19 jun | 16:00        | Gana           | 1 – 1       | Austrália      | Grupo D          | 34 812  |
| 22 jun | 16:00        | México         | 0 – 1       | Uruguai        | Grupo A          | 33 425  |
| 24 jun | 20:30        | Dinamarca      | 1 – 3       | Japão          | Grupo E          | 27 967  |
| 26 jun | 20:30        | Estados Unidos | 1 – 2 (pro) | Gana           | Oitavas-de-final | 34 976  |